# パターソン (映画)
『パターソン』（原題：Paterson）は、ジム・ジャームッシュ監督による2016年の映画。アダム・ドライバー、ゴルシフテ・ファラハニ主演。第69回カンヌ国際映画祭オフィシャルコンペティション出品。日々の出来事を秘密の詩に書きとめることを楽しみとするバス運転手のパターソンの何気ない日常を描いた作品。

## あらすじ
ニュージャージー州パターソンに住むバス運転手のパターソンは、妻ローラと二人暮らしで、日々考えついた詩をノートに書き留める詩人でもある。
彼は愛する妻との平凡な暮らしを大切にし、仕事は淡々とこなし、夜には犬の散歩に出かけて途中のバーで一杯のビールを飲む習慣を持つ。妻のローラはギターを習い始め、カップケーキを作って市場に出している。彼はそんな妻の姿を微笑ましく見つめ、妻への愛と感謝の気持ちを新たにするのだった。
ところが、二人して映画を観に出かけた夜、帰ると犬のいたずらで詩のノートが粉々になる、という事件が起きる。翌日は日曜で休日だが、まだショックから立ち直れないパターソンが一人散歩に出てベンチに座っていると、一人の日本人男性に声を掛けられ話し込む。共に敬愛するパターソン出身の詩人の話をし、男はパターソンに一冊のノートをプレゼントして「白紙のページに可能性が広がることもある」と言い残して去った。月曜日になり、パターソンの詩に支えられた新たな日常が始まる。

## キャスト
- アダム・ドライバー：パターソン（バス運転手）
- ゴルシフテ・ファラハニ：ローラ（パターソンの妻）
- ネリー：マーヴィン（イングリッシュ・ブルドッグ）
- バリー・シャバカ・ヘンリー：ドク（バーのオーナー）
- ジョニー・メイ：ドクの恋人
- トレヴァー・パラム：サム（バーの友達）
- トロイ・T・パラム：デイヴ（サムの兄弟）
- リズワン・マンジ：ドニー（バス車庫長）
- ウィリアム・ジャクソン・ハーパー（英語版）：エヴェレット（恋に悩む男）
- チャステン・ハーモン：マリー（エヴェレットが恋する女）
- クリフ・スミス：メソッド・マン（コインランドリーのラッパー）
- スターリング・ジェリンズ：若い詩人
- ドミニク・リリアーノ、ジェイデン・マイケル：バス車中の子供たち（ルービン”ハリケーン”・カーターについてお喋りしている）
- ブライアン・マッカーシー：ジミー（バス車中の2人組の一人、モテ話をする）
- フランク・ハーツ：ルイス（バス車中の2人組の一人、ジミーの友人）
- ルイス・ダ・シルヴァ・ジュニア：：ブラッド（オープンカーの若者）
- カーラ・ヘイワード：アナーキストの学生（イタリア人アナーキスト、ガエタノ・ブレーシについて話す）
- ジャレッド・ギルマン（英語版）：アナーキストの学生
- 永瀬正敏：日本からやって来た詩人

## スタッフ
- 監督：ジム・ジャームッシュ
- 脚本：ジム・ジャームッシュ
- 美術：マーク・フリードバーグ
- 衣装 ：キャサリン・ジョージ
- 音響：ロバート・ハイン
- 撮影：フレデリック・エルムズ
- 編集：アルフォンソ・ゴンサルヴェス
- 音楽：Sqürl（ジム・ジャームッシュ、カーター・ローガン、シェーン・ストーンバック）[4]
- プロデューサー：ジョシュア・アストラカン、カーター・ローガン
- エグゼクティブ・プロデューサー：ダニエル・バウアー、ロナルド・ボズマン、ジャン・ラバディ、オリヴァー・シモン
- 提供：アマゾン・スタジオ、アニマル・キングダム、インクジェット・プロダクションズ、K5フィルム、Le Pacte
- 配給：ロングライド（日本）、Le Pacte（フランス）、Mongrel Media（カナダ）、Filmcoopi Zürich（スイス）[5]

## 各国の上映
- フランス：2016年5月16日 (カンヌ国際映画祭) 、2016年12月21日 (一般公開)
- カナダ：2016年9月 8日 (トロント国際映画祭) 、2017年2月3日(一般公開)
- ドイツ：2016年11月 17日
- ベルギー：2016年12月7日[6]
- スペイン：2016年12月7日
- スイス　仏語圏：2016年12月21日
- スイス　ドイツ語圏：2016年12月22日[7]
- アメリカ：2016年12月28日
- イタリア：2016年12月29日

## オリジナルサウンドトラック
- I'm Still a Man (Lord Have Mercy)　 音楽　Willie West, Leon Laudenbach, Jukka Sarapaa, Sami Kantelinen et Seppo Salmi　演奏　Willie West.
- Soutane Ghalbha　音楽　Anooshiravan Rouhani、詩　MohamadAli Shirazi,演奏　Ahdieh Badiee
- Blue Mode　Reuben Wilson
- Kieh Kieh Dar Mizaneh　トラディッショナル曲 編曲 Javad Maroufi　演奏　Pouran.
- Untitled　 Michael Santiago Render, El-P　演奏 Killer Mike （アルバム　R.A.P. Musicより）
- The Whole Town's Laughing at Me　 Marshall Sherman、Ted Wortham　演奏　Teddy Pendergrass.
- Walk Through This World With Me　 Kaye Savage, Sandra Noreen Seamons、演奏　 Tammy Wynette.
- Blue Lester　 Lester Young.
- Lonely Street 　 Carl Belew, Kenny Sowder William S. Stevenso　演奏 Gary Carter.
- Margit Waltz 　Jerry Brightman .
- I'm Still a Man　 Sami Kantelinen, Seppo Salmi Jukka Sarape　演奏　Willie West.
- I've Been Workin' on the Railroad　演奏 Golshifteh Farahani.
- Trespasser　Arthur Lane　演奏　 Bad Medicine.

## 受賞
- ラボール シネマ＆映画音楽祭　イビスドール最優秀映画賞
- 第21回ロサンゼルス映画批評家協会賞　最優秀男優：アダム・ドライバー[8]
- 第20回トロント映画批評家協会賞　最優秀男優賞：アダム・ドライバー[9]
- 第69回カンヌ国際映画祭　オフィシャルコンペティション出品

## 撮影
映画で車を運転するシーンの撮影は、通常俳優が乗った車を牽引し動いているように見せるが、本作のバスを運転するシーンが必要になるため、トラックで牽引している。

### データ
- カラー
- 画面アスペクト比：1.85 : 1
- サウンド：ドルビー SRD